# Tonsilla imitata
Tonsilla imitata là một loài nhện trong họ Amaurobiidae.
Loài này thuộc chi Tonsilla. Tonsilla imitata được Jia-Fu Wang & Chang-Min Yin miêu tả năm 1992.